# Kosborfajok listája
A kosbor (Orchis) az egyszikűek (Liliopsida) osztályának spárgavirágúak (Asparagales) rendjébe, ezen belül a kosborfélék (Orchidaceae) családjába tartozó nemzetség.

## Rendszerezés
A nemzetségbe az alábbi 21 faj és 37 hibrid tartozik:
- Orchis adenocheila Czerniak.
- hegyi kosbor (Orchis anatolica) Boiss.
- Orchis anthropophora (L.) All.
- Orchis brancifortii Biv.
- Orchis galilaea (Bornm. & M.Schulze) Schltr.
- Orchis italica Poir.
- Orchis laeta Steinh.
- füles kosbor (Orchis mascula) (L.) L.
- vitéz kosbor (Orchis militaris) L. - típusfaj
- Orchis olbiensis Reut. ex Gren.
- sápadt kosbor (Orchis pallens) L.
- Orchis patens Desf.
- Orchis pauciflora Ten.
- Orchis provincialis Balb. ex Lam. & DC.
- Orchis punctulata Steven ex Lindl.
- bíboros kosbor (Orchis purpurea) Huds.
- majomkosbor (Orchis simia) Lam.
- Orchis sitiaca (Renz) P.Delforge
- Orchis spitzelii Saut. ex W.D.J.Koch
- Orchis troodi (Renz) P.Delforge
- Orchis quadripunctata Cirillo ex Ten.

- Orchis × algeriensis B.Baumann & H.Baumann
- Orchis × angusticruris Franch.
- Orchis × apollinaris W.Rossi, Ard., Cianchi & Bullini
- Orchis × aurunca W.Rossi & Minut.
- Orchis × bergonii Nanteuil
- Orchis × beyrichii (Rchb.f.) A.Kern.
- Orchis × bispurium (G.Keller) H.Kretzschmar, Eccarius & H.Dietr.
- Orchis × bivonae Tod.
- Orchis × buelii Wildh.
- Orchis × caesii De Angelis & Fumanti
- Orchis × calliantha Renz & Taubenheim
- Orchis × chabalensis B.Baumann, H.Baumann, R.Lorenz & Ruedi Peter
- Orchis × colemanii Cortesi
- Orchis × fallax (De Not.) Willk.
- Orchis × fitzii Hautz.
- Orchis × hybrida (Lindl.) Boenn. ex Rchb.
- Orchis × klopfensteiniae P.Delforge
- Orchis × kretzschmariorum B.Baumann & H.Baumann
- Orchis × ligustica Ruppert
- Orchis × loreziana Brügger
- Orchis × lucensis Antonetti & Bertolini
- Orchis × macra Lindl.
- Orchis × orphanidesii (E.G.Camus) B.Bock
- Orchis × palanchonii G.Foelsche & W.Foelsche
- Orchis × penzigiana A.Camus
- Orchis × permixta Soó
- Orchis × petterssonii G.Keller ex Pett.
- Orchis × plessidiaca Renz
- Orchis × pseudoanatolica H.Fleischm.
- Orchis × schebestae Griebl
- Orchis × serraniana P.Delforge
- Orchis × sezikiana B.Baumann & H.Baumann
- Orchis × spuria Rchb.f.
- Orchis × thriftiensis Renz
- Orchis × tochniana Kreutz & Scraton
- Orchis × willingiorum B.Baumann & H.Baumann
- Orchis × wulffiana Soó

Az alábbi lista taxonjai, korábban ebbe a növénynemzetségbe voltak besorolva; manapság viszont egyéb nemzetségekbe kerültek át:
- poloskaszagú kosbor (Anacamptis coriophora) (L.) R.M.Bateman, Pridgeon & M.W.Chase = Orchis coriophora L.
- mocsári kosbor (Anacamptis laxiflora) (Lam.) = Orchis laxiflora Lam.
- agárkosbor (Anacamptis morio) (L.) R.M.Bateman, Pridgeon & M.W.Chase = Orchis morio L.
- mocsári kosbor (Anacamptis laxiflora) (Lam.) R.M.Bateman, Pridgeon & M.W.Chase = Orchis laxiflora (Lam.)
- tarka kosbor (Neotinea tridentata) (Scop.) R.M.Bateman, Pridgeon & M.W.Chase = Orchis tridentata Scop.
- sömörös kosbor (Neotinea ustulata) (L.) R.M.Bateman, Pridgeon & M.W.Chase = Orchis ustulata L.